# 松田七郎左衛門
松田 七郎左衛門（まつだ しちろうざえもん、生没年不詳）は、戦国時代の武将、後北条氏の家臣。相模松田氏の一族か。

## 概要
詳細は不明だが山本勘助関連の伝承によると、今川義元への仕官を断られた勘助が北条氏康の武術指南役であった七郎左衛門に取り入って仕官を申し出たという。しかし氏康は勘助の容貌を嫌って申し出を拒否し、勘助は小田原を離れたという。